# Carl Friedrich Borkenstein
Carl Friedrich Borkenstein, född den 17 februari 1779 i Uslar i Harz, död den 16 december 1839, var en tyskfödd norsk militärförfattare. 
Borkenstein kom 1804, efter den hannoveranska härens upplösning, i dansk tjänst. Genom sin författarverksamhet ådrog han sig i Danmark de äldre officerarnas missnöje, gick därför miste om en lärarplats vid artilleriinstitutet och kommenderades 1811 till Norge, där han 1814 blev lärare vid krigsskolan (från 1826 vid den militära högskolan) och avancerade till överste i generalstaben. Som militärförfattare utvecklade Borkenstein efter 1814 en ansenlig verksamhet. Hans främsta verk är Versuch zu einem Lehrgebäude der theoretisch-practichen Artillerie-Wissenschaft (1822). År 1819 höll han i Stockholm föreläsningar i artillerivetenskapen, under det han själv begagnade sig av Berzelius undervisning i kemi.